# Timo Scheider
Timo Scheider (Lahnstein, 10 novembre 1978) è un pilota automobilistico tedesco, che corre per il team Münnich Motorsport nel World Rallycross Championship.

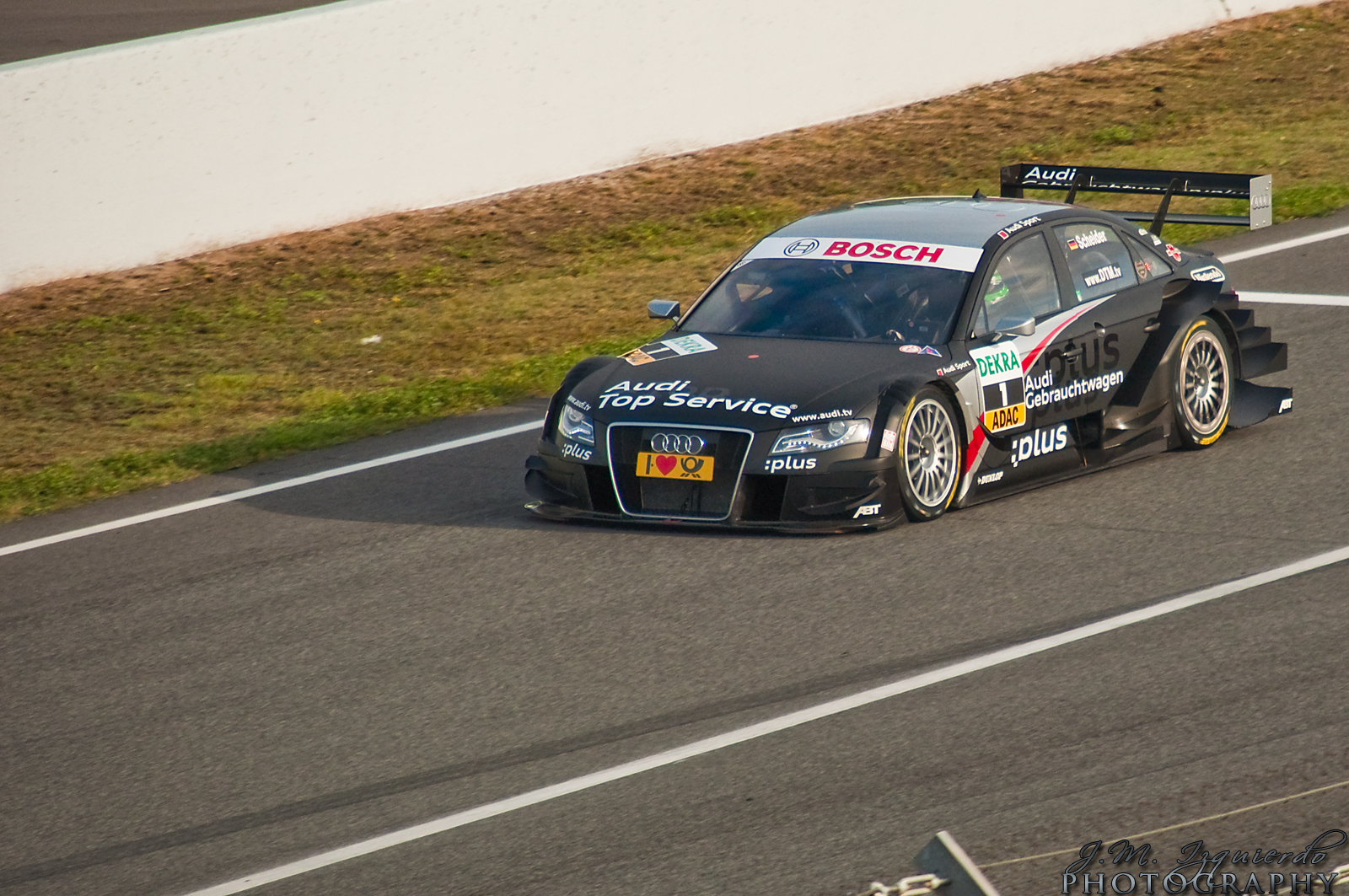
Timo Scheider su una Audi RS4 DTM con il quale ha vinto il campionato DTM 2009

Inizia la carriera nella Formula 3 tedesca correndo negli anni 1997–99.
Ha corso nel campionato DTM dal 2000 al 2016, vincendo il titolo piloti negli anni 2008 e 2009. Negli anni 2005-2006 ha preso parte ai campionati GT Championship e A1 Grand Prix.
Nel 2010 ha preso parte alla 24 ore di Le Mans arrivando 14º. Dal 2015 corre nel campionato rallycross.

## Palmarès
- Deutsche Tourenwagen Masters: 2
2008 su Audi RS4 DTM
2009 su Audi RS4 DTM

## Risultati

### Campionato del mondo rallycross
| 2015 | Scuderia                        | Vettura |  |  |  |  |  |  |  |  |  |    |  |  |  | Punti | Pos. |
| ---- | ------------------------------- | ------- |  |  |  |  |  |  |  |  |  | -- |  |  |  | ----- | ---- |
| 2015 | ALL-INKL.COM Münnich Motorsport | Audi S3 |  |  |  |  |  |  |  |  |  | 16 |  |  |  | 1     | 37º  |

| 2016 | Scuderia                        | Vettura          |  |  |  |  |  |  |  |  |    |   |  |   |  | Punti | Pos. |
| ---- | ------------------------------- | ---------------- |  |  |  |  |  |  |  |  | -- | - |  | - |  | ----- | ---- |
| 2016 | ALL-INKL.COM Münnich Motorsport | SEAT Ibiza Cupra |  |  |  |  |  |  |  |  | 17 | 7 |  | 4 |  | 25    | 18º  |

| 2017 | Scuderia                | Vettura     |   |    |   |    |  |    |    |    |   |    |    |   |  | Punti | Pos. |
| ---- | ----------------------- | ----------- | - | -- | - | -- |  | -- | -- | -- | - | -- | -- | - |  | ----- | ---- |
| 2017 | MJP Racing Team Austria | Ford Fiesta | 2 | 15 | 7 | 11 |  | 12 | 10 | 12 | 9 | 15 | 15 | 5 |  | 109   | 10º  |

| 2018 | Scuderia           | Vettura    |  |  |  |  |  |    |  |    |    |  |  |    |  | Punti | Pos. |
| ---- | ------------------ | ---------- |  |  |  |  |  | -- |  | -- | -- |  |  | -- |  | ----- | ---- |
| 2018 | Münnich Motorsport | SEAT Ibiza |  |  |  |  |  | 17 |  | 25 | 13 |  |  | 10 |  | 13    | 18º  |

| 2019 | Scuderia                        | Vettura    |   |    |   |   |   |    |    |   |    |   |  |  |  | Punti | Pos. |
| ---- | ------------------------------- | ---------- | - | -- | - | - | - | -- | -- | - | -- | - |  |  |  | ----- | ---- |
| 2019 | ALL-INKL.COM Münnich Motorsport | SEAT Ibiza | 6 | 12 | 9 | 4 | 9 | 23 | 10 | 8 | 11 | 6 |  |  |  | 109   | 9º   |

| 2020 | Scuderia                        | Vettura    |   |   |   |   |    |    |   |   |  |  |  |  |  | Punti | Pos. |
| ---- | ------------------------------- | ---------- | - | - | - | - | -- | -- | - | - |  |  |  |  |  | ----- | ---- |
| 2020 | ALL-INKL.COM Münnich Motorsport | SEAT Ibiza | 3 | 4 | 5 | 9 | 12 | 10 | 9 | 9 |  |  |  |  |  | 92    | 8º   |

| 2021 | Scuderia                        | Vettura    |   |  |   |   |   |   |  |  |  |  |  |  |  | Punti | Pos. |
| ---- | ------------------------------- | ---------- | - |  | - | - | - | - |  |  |  |  |  |  |  | ----- | ---- |
| 2021 | ALL-INKL.COM Münnich Motorsport | SEAT Ibiza | 7 |  | 6 | 6 | 7 | 9 |  |  |  |  |  |  |  | 75    | 8º   |

| Legenda | 1º posto | 2º posto | 3º posto | A punti | Senza punti | Ritirato | Squalificato | NP=Non partito C=Gara cancellata |